# Közép-afrikai keskenyszájú orrszarvú
A közép-afrikai keskenyszájú orrszarvú (Diceros bicornis minor) az emlősök (Mammalia) osztályának páratlanujjú patások (Perissodactyla) rendjébe, ezen belül az orrszarvúfélék (Rhinocerotidae) családjába tartozó keskenyszájú orrszarvú (Diceros bicornis) egyik alfaja.

## Előfordulása
A közép-afrikai keskenyszájú orrszarvú eredeti előfordulási területe Nyugat- és Dél-Tanzánia, továbbá Malawin keresztül Zambia, Zimbabwe és Mozambik, valamint a Dél-afrikai Köztársaság északi és keleti részei. Talán a Kongói Demokratikus Köztársaság déli részén, Észak-Angolában és Kelet-Botswanában is élt. Manapság Tanzánián kívül a Dél-afrikai Köztársaság északkeleti részén, Zimbabwéban és Szváziföldön van jelentősebb állománya. Malawiból, Botswanából és Zambiából kiirtották, de azóta visszatelepítették. A mozambiki állomány nem ismert; 2008-ban csak egyetlenegy példányát vették észre.
Történelmileg ez volt a legnagyobb egyedszámban élő keskenyszájú orrszarvú alfaj. 1980-ban 9090 példánya létezett, azonban az orvvadászat miatt ez 1995-re 1300-ra csökkent. 2001-ben már csak 1651 közép-afrikai keskenyszájú orrszarvú létezett, viszont a védelmi és szaporítási programoknak köszönhetően az alfaj egyedszáma 2010-re 2200 állatra nőtt. Ez az szám azonban 90%-kal kisebb, mint az 1960-as adatok szerinti állomány. Az utóbbi években rohamosan nőtt az orvvadászat által okozott pusztítás.

## Életmódja
A szavannákon található ligeterdők és bozótosok lakója, ahol a mozgatható ajkaival a bokrok és cserjék leveleit szedegeti.

## Fordítás
- Ez a szócikk részben vagy egészben  a   South-central black rhinoceros című angol Wikipédia-szócikk ezen változatának fordításán alapul.  Az eredeti cikk szerkesztőit annak laptörténete sorolja fel. Ez a jelzés csupán a megfogalmazás eredetét és a szerzői jogokat jelzi, nem szolgál a cikkben szereplő információk forrásmegjelöléseként.